# Thorvald Ellegaard
Thorvald Ellegaard (Fangel, 7 maart 1877 – Kopenhagen, 27 april 1954) was een Deens wielrenner, die in de jaren 1901 tot 1911 zesmaal wereldkampioen sprint werd.

## Biografie
De eigenlijke naam van Ellegaard was Thorvald Christian Christiansen. De naam Ellegaard (Deens voor boomkwekerij) nam hij zelf aan en was afgeleid van de naam van zijn geboortehuis, een boerderij vlak bij Odense.
Ellegaard was amper 18 jaar toen hij werd ontdekt op de wielerbaan van Slagelse, waar hij zijn eerste wedstrijd won. Zijn wielerloopbaan heeft 32 jaar geduurd. Op de, voor een wielrenner, bijzonder hoge leeftijd van 50 jaar sloot hij deze in 1927 af op de wielerbaan van Ordrup in Kopenhagen, waarbij hij circa 800 overwinningen op zijn naam had staan, behaald over de hele wereld op ruim 150 verschillende banen. Hij behoort als professional sprinter te worden gerekend tot de top 10 aller tijden.
Zijn bijnaam was "de ster van het Noorden".
Ellegaard stond bekend om zijn voor zijn tijd uitzonderlijke methodische training. Hij had een sterke wil om elke wedstrijd te winnen en vertoonde hierbij een tomeloze inzet. Daarbij bleef hij als renner zich altijd als gentleman voordoen.

## Palmares
1898
2e in EK baan, 10 km
2e in EK baan, sprint
Deens kampioen baan, 1 mijl
Deens kampioen sprint
1899
GP van Kopenhagen
Deens kampioen sprint
1900
Deens kampioen sprint
1901
Wereldkampioen sprint
Deens kampioen sprint
GP van Kopenhagen
GP sprint Parijs
GP sprint Bordeaux
1902
Wereldkampioen sprint
Europees kampioen sprint
Deens kampioen sprint
GP van Kopenhagen
1903
Wereldkampioen sprint
Europees kampioen sprint
Deens kampioen sprint
GP van Kopenhagen
GP Buffalo Parijs
GP de la Republique
Race der Wereldkampioenen Maagdenburg
1904
2e bij Wereldkampioen sprint
Deens kampioen sprint
GP van Kopenhagen
1905
2e bij Wereldkampioen sprint
Deens kampioen sprint
GP van Kopenhagen
GP van Neurenberg
GP van Genève
1906
Wereldkampioen sprint
Deens kampioen sprint
GP van Kopenhagen
GP van Berlijn
GP van Reims
GP van Neuilly Parijs
GP van Steglitz
1907
Deens kampioen sprint
GP van Kopenhagen
GP Buffalo Parijs
GP van Braunschweig
Sedan Prijs van Spandau
1908
Wereldkampioen sprint
Europees kampioen sprint
Deens kampioen sprint
GP van Buffalo Parijs
GP Union Cycliste Internationale
1909
Deens kampioen sprint
Grote Paasprijs Parc des Princes
1910
2e bij Wereldkampioen sprint
2e Europees kampioenschap sprint
Deens kampioen sprint
GP van Kopenhagen
GP van Parijs
1911
Wereldkampioen sprint
GP van Kopenhagen
GP van Parijs
1912
Deens kampioen sprint
GP van Buffalo Parijs
GP van Bordeaux
1913
2e bij Wereldkampioen sprint
Deens kampioen sprint
1914
Deens kampioen sprint
GP van Kopenhagen
1919-1925
Deens kampioen sprint

## Na zijn wielercarrière
Na het afsluiten van zijn wielercarrière werd Ellegaard sportdirecteur van de wielerbaan van Ordrup, een wielerbaan in Kopenhagen.
Thorvald Ellegaard was ereburger van zijn woonplaats Odense en was houder van de Deense Ridderorde.

## Trivia
Thorvald Ellegaard was de vader van de pianiste France Ellegaard (1913-1999).
- Bibliothèque nationale de France: cb149744583 (data)
- International Standard Name Identifier: 0000 0004 5095 6123
- Virtual International Authority File: 316737079